# アナベル 死霊館の人形
『アナベル 死霊館の人形』（アナベル しりょうかんのにんぎょう、Annabelle）は、2014年のジョン・R・レオネッティ監督、ジェームズ・ワン製作、ゲイリー・ドーベルマン脚本による超自然ホラー映画であり、死霊館ユニバースに属する作品である。アメリカでは2014年10月3日に公開され、日本では2015年2月28日に公開された。PG12指定。
主演のアナベル・ウォーリスのほか、ウォード・ホートンとアルフレ・ウッダードが出演している。
2014年9月29日には、ロサンゼルスのハリウッドにあるグローマンズ・チャイニーズ・シアターでプレミア上映が行われた。

## 内容
作品は『死霊館』の1971年に若い女性2人と男性1人がエドとロレイン・ウォーレン夫妻にアナベルという呪われた人形についての体験談を語る同じオープニングシーンで始まる。
1970年初期、ジョンとミア・フォーム夫妻は第一子を待ち望んでいた。ある日ジョンは人形が好きなミアが探していたアンティーク人形を見つけてプレゼントする。その日の夜、ミアはお隣のヒギンズ夫妻の家から人が襲われているような物音を耳にし、その直後ミアもプレゼントされたばかりの人形を手にした女と男の殺人鬼に襲われる。ジョンと警察が駆けつけ男を殺害するが、女は自殺を図っていた。女はミアの人形を掴んだまま、壁に血でマークを残していた。女の血滴が人形の顔に垂れ眼球に流れていく。報道で加害者は隣のヒギンズ夫妻の娘であるアナベル・ヒギンズとその恋人で、2人は彼女の両親を殺害し、悪魔に関わるカルトの一味だったと明らかになる。
人形にまつわる奇妙な事が起き、ミアはジョンに捨てるように頼む。その後、ミアは健康な女の子を産みリアと名付け、フォーム一家は新しいアパートに引っ越す。ミアが荷ほどきをすると、アナベルで知られる捨てたはずの人形が出てくる。さらに奇妙な事が起こるようになりミアとリア母娘を蝕む。彼女はアナベルとその恋人が魂を捧げ悪魔を呼び起こそうとしたカルトの一員であったと教えてくれた刑事と面会する。ミアは書店へ行き、エブリンという女性と出会い、本から怪奇現象はリアの魂を奪うために起きていると確信する。フォーム夫妻は教会のペレズ神父を呼び、人形を教会へ持っていってもらう。しかし、アナベルの亡霊と悪魔のような生き物が神父を襲い、人形は消えてしまう。一方エブリンはミアに、自分にはかつてルビーという娘がいたがエブリンがミアの年齢の時くらいに起こした交通事故で亡くなってしまい、彼女は罪悪感のあまり自殺を図ったが、そのときに死ぬにはまだ早いというルビーの声が聞こえたのだと語る。
ペレズ神父はジョンにアナベルの魂が彼を襲い、今夜アナベルがジョンの家に魂を奪いに行くと警告する。ジョンは急いでミアの元へ駆けつける。アパートでは悪魔がエブリンを締め出し、ミアを弄ぶ。ミアがアナベルを殺そうと試みると、悪魔はミアの魂を求める。ジョンとエブリンがドアをこじ開けると、ミアがアナベル人形を手に窓から飛び出そうとしている姿を目にする。ジョンがミアを救うと、エブリンは人形を手にし、娘ルビーの死への償いとして犠牲になることを決意する。彼女はそのまま窓から飛び降り、亡くなる。するとリアがベビーベッドの上に戻ってくるのであった。
6か月後、フォーム夫妻は引越し、アナベルを見ることも無くなった。あるお店で、オープニングシーンで登場した女性の母親がアナベルを娘へのプレゼントとして購入する。エンディングで本物のアナベル人形はエドとロレイン・ウォーレン夫妻の博物館のケースに保管され、1か月に2度、神父によって人形の呪いを閉じ込めるため祈られていると文字で紹介されている。

## キャスト
※括弧内は日本語吹替
- ミア・フォーム - アナベル・ウォーリス[7]（岡田栄美）
- ジョン・フォーム - ウォード・ホートン[7]（高橋英則）
- ペレズ神父 - トニー・アメンドーラ（野島昭生）
- エブリン - アルフレ・ウッダード[8]（伊沢磨紀）
- シャロン・ヒギンズ - ケリー・オマリー（土門敬子）
- ピート・ヒギンズ - ブライアン・ホウ[9]（桂一雅）
- クラーキン刑事 - エリック・ラディン[9]
- バーグアー博士 - イヴァル・ブロガー
- ロバート - ガブリエル・ベイトマン
- ナンシー - シャイロ・ネルソン
- アナベル・ヒギンズ - ツリー・オトゥール
- 幼き頃のアナベル・ヒギンズ - ケイラ・ダニエルズ
- デビー - モルガンナ・メイ（クレジットなし）
- メアリー - ミシェル・ロマノ（クレジットなし）
- フラー - クリストファー・ショー（クレジットなし）

## 制作
2013年11月8日、作品で登場したアナベル人形をテーマにした『死霊館』のスピンオフがワーナー・ブラザースとニュー・ライン・シネマから制作されると発表された。エドとロレイン・ウォーレン夫妻によって調査された実際にあった話に基づき 、アナベルの事件はジェラルド・ブリットル著の『悪魔学: エドとウォーレン夫妻の驚くべきキャリア』の第3章から引用されている。ピーター・サフランとジェームズ・ワン 製作、ジョン・R・レオネッティ監督、脚本はゲイリー・ドーベルマンが担当した。
ジョン・R・レオネッティ監督は、いくつかの超自然現象が実際にアナベルの撮影中にあったかもしれないと発言し、レオネッティは以下の通り発言している:
「初めの現象は撮影準備中にあり、満月の夜に撮影を行うリビングルームの窓の上に撮影用の窓を設置してあるアパートの一室へ行った時、3本の指跡が窓に沿って描かれていて、悪魔は指が3本と鋭い爪が3本あるんだ。指の跡が月明かりに照らされていたんだ。ヤバいと思ったね!」

### キャスティング
2014年1月15日、アナベル・ウォーリスとウォード・ホートンが主演を務めると報じられた。 1月末に受賞歴があるアルフレ・ウッダードが加わる前にエリック・ラディンとブライアン・ホウィーが加わった。

### 撮影
撮影は2014年1月27日にカリフォルニア州コヴィナにある書店で始まった 。2014年2月25日、ロサンゼルスのサウス・ノーマンディーにあるアパートで数日間55人のクルーで撮影された。

### 続編
本シリーズ正史続編が本作の2年後に『死霊館 エンフィールド事件』として公開された。
そして本作の3年後、スピンオフ「アナベルシリーズ」の続編として、『アナベル 死霊人形の誕生』が2017年8月に全米公開された。

## テレビ放送
| 回数 | テレビ局   | 番組名（放送枠名） | 放送日        | 放送時間      | 放送分数 | 視聴率 |  |
| ---- | ---------- | ------------------ | ------------- | ------------- | -------- | ------ |  |
| １   | テレビ東京 | サタ☆シネ          | 2018年9月29日 | 27:15 - 29:00 | 105分    | 0.4%   |  |

- 視聴率はビデオリサーチ調べ、関東地区・世帯・リアルタイム。